# 1985年乌恰地震
1985年乌恰地震 (1985 Wuqia earthquake) 是指1985年8月23日发生于中国新疆维吾尔自治区克孜勒苏柯尔克孜自治州乌恰县与疏附县交界的托姆洛安山峰东北的一场地震。该次地震震中位于39°24′47″N 75°13′26″E / 39.413°N 75.224°E，震级为M7.4级。地震造成房屋倒塌3万余间，67人死亡，200人受伤。